# Capcom vs. SNK
A série SNK vs. Capcom (ou Capcom vs. SNK) é uma série que abrange uma vasta coleção de personagens de videogames da Capcom e da SNK. A terminologia "série vs." origina do fato de vários jogos desta série serem de luta[carece de fontes?].
Como regra, os games da série contém "SNK vs. Capcom" ou "Capcom vs. SNK" no título, sendo a primeira a ser citada nele ter sido a empresa que desenvolveu o jogo. Os jogos têm suporte para várias plataformas, incluindo NAOMI (arcade), Neo Geo (arcade), PlayStation, PlayStation 2, Nintendo GameCube, Xbox, Neo Geo Pocket, Neo-Geo Pocket Color, e Sega Dreamcast.

## História
A suposta origem por trás desta série foi uma matéria da revista de Games "Arcadia", na qual continham artigos cujas informações eram, por exemplo, o fato dos jogos The King of Fighters '98 (da SNK) e Street Fighter Alpha 3 (da Capcom) terem sido lançados na mesma época. Leitores da revista ao lerem a capa que dizia "KoF vs. SF", imaginaram que existia um jogo de luta que coletava personagens de ambas as séries. Por causa desta confusão, a Capcom e a SNK supostamente assinaram um acordo que os permitiria produzir somente 2 jogos de luta relacionando às duas franquias em 1999.

## Jogos

### Jogos de Luta
- SNK vs. Capcom: The Match of the Millennium
- Capcom vs. SNK: Millennium Fight 2000
- Capcom vs. SNK 2: Mark of the Millennium 2001
- SNK vs. Capcom: SvC Chaos[2]